# Melanophryniscus
Melanophryniscus – rodzaj płazów bezogonowych z rodziny ropuchowatych (Bufonidae).

## Zasięg występowania
Rodzaj obejmuje gatunki występujące w Argentynie (północna część włącznie z prowincjami Misiones, Salta i Jujuy), w andyjskich dolinach południowej Boliwii, w Brazylii (przybrzeżne niziny południowej Brazylii i stan Rio Grande do Sul), Paragwaju i Urugwaju.

## Systematyka

### Etymologia
Melanophryniscus: gr. μελας melas, μελανος melanos „czarny”; rodzaj Phryniscus Wiegmann, 1834.

### Podział systematyczny
Do rodzaju należą następujące gatunki:

- Melanophryniscus admirabilis Di-Bernardo, Maneyro & Grillo, 2006
- Melanophryniscus alipioi Langone, Segalla, Bornschein & de Sá, 2008
- Melanophryniscus atroluteus (Miranda-Ribeiro, 1920)
- Melanophryniscus biancae Bornschein, Baldo, Pie, Firkowski, Ribeiro & Corrêa, 2015
- Melanophryniscus cambaraensis Braun & Braun, 1979
- Melanophryniscus cupreuscapularis Céspedez & Alvarez, 2000
- Melanophryniscus devincenzii Klappenbach, 1968
- Melanophryniscus diabolicus Martínez Aguirre, Dopazo, Cortelezzi, Arellano, Trofino Falasco, Simoy & Berkunsky, 2021
- Melanophryniscus dorsalis (Mertens, 1933)
- Melanophryniscus estebani Céspedez, 2008
- Melanophryniscus fulvoguttatus (Mertens, 1937)
- Melanophryniscus klappenbachi Prigioni & Langone, 2000
- Melanophryniscus krauczuki Baldo & Basso, 2004
- Melanophryniscus langonei Maneyro, Naya & Baldo, 2008
- Melanophryniscus macrogranulosus Braun, 1973
- Melanophryniscus milanoi Baldo, Bornschein, Pie, Firkowski, Ribeiro & Belmonte-Lopes, 2015
- Melanophryniscus montevidensis (Philippi, 1902)
- Melanophryniscus moreirae (Miranda-Ribeiro, 1920)
- Melanophryniscus nigricans Martínez Aguirre, Dopazo, Cortelezzi, Arellano, Trofino Falasco, Simoy & Berkunsky, 2021
- Melanophryniscus pachyrhynus (Miranda-Ribeiro, 1920)
- Melanophryniscus paraguayensis Céspedez & Motte, 2007
- Melanophryniscus peritus Caramaschi and Cruz, 2011
- Melanophryniscus rubriventris (Vellard, 1947)
- Melanophryniscus sanmartini Klappenbach, 1968
- Melanophryniscus setiba Peloso, Faivovich, Grant, Gasparini & Haddad, 2012
- Melanophryniscus simplex Caramaschi & Cruz, 2002
- Melanophryniscus spectabilis Caramaschi & Cruz, 2002
- Melanophryniscus stelzneri (Weyenbergh, 1875)
- Melanophryniscus tumifrons (Boulenger, 1905)
- Melanophryniscus vilavelhensis Steinbach-Padilha, 2008
- Melanophryniscus xanthostomus Baldo, Bornschein, Pie, Ribeiro, Firkowski & Morato, 2015